# 圣约瑟夫 (奥地利)
圣约瑟夫（德語：Sankt Josef）是奥地利施蒂利亚州德意志兰茨贝格县的一个市镇。总面积13.3平方公里，总人口1355人，人口密度101.9人/平方公里（2001年）。